# Ophiogomphus occidentis
Ophiogomphus occidentis är en trollsländeart som beskrevs av Hagen 1885. Ophiogomphus occidentis ingår i släktet Ophiogomphus och familjen flodtrollsländor. IUCN kategoriserar arten globalt som livskraftig. Inga underarter finns listade i Catalogue of Life.